# Le Quartier
Le Quartier är en kommun i departementet Puy-de-Dôme i regionen Auvergne-Rhône-Alpes i centrala Frankrike. Kommunen ligger i kantonen Pionsat som tillhör arrondissementet Riom. År 2022 hade Le Quartier 216 invånare.

## Befolkningsutveckling
Antalet invånare i kommunen Le Quartier
| Referens: INSEE |